# رمضان 1446 هـ
رَمَضان لسنة 1446 هـ يبدأ يوم السبت من غرَّة رَمَضان يوم 1 أو 2 مارس سنة 2025م حسب رؤية البلدان للهلال، ويستمر 29 أو 30 يومًا لينتهي إما في 29 أو 30 مارس 2025م حسب الدول التي ستتمكن من رُؤية الهِلال حول العالم.